# قلعه متحرک هاول (فیلم)
قلعهٔ متحرک هاول (به ژاپنی: ハウルの動く城) یک فیلم انیمه‌ای ژاپنی در سبک خیال‌پردازانه به نویسندگی و کارگردانی هایائو میازاکی و تولید سال ۲۰۰۴ م. است. این فیلم اقتباسی از رمانی به همین نام، نوشتهٔ نویسندهٔ انگلستانی دیانا وین جونز است.
این فیلم از محصولات استودیو جیبوری و از آثار متأخر هایائو میازاکی می‌باشد و برای جایزهٔ اسکار بهترین فیلم پویانمایی در هفتاد و هفتمین دورهٔ جوایز اسکار سال ۲۰۰۶ نامزد گردید.

## خلاصهٔ داستان
موضوع فیلم دربارهٔ اثرات مخرب جنگ و تأثیر ویرانگر آن بر روی عواطف و احساسات مردم است. در داستان جنگ بزرگی اتفاق می‌افتد، و پادشاه از تمامی جادوگران می‌خواهد تا در این جنگ او را همراهی کنند. اما جادوگری به نام هاول از این امر امتناع می‌کند و به مبارزه با بمب‌افکن‌های جنگی برمی‌آید. در این میان دختری که او را دوست دارد سعی در باطل‌کردن طلسم هاول دارد که همان قلب هاول است و ... .
این فیلم تحت تأثیر مخالفت میازاکی با حملهٔ آمریکا به عراق در سال ۲۰۰۳ حاوی مضامین قوی ضد جنگ است. میازاکی اظهار داشت در مورد جنگ عراق «خشم زیادی داشت» که باعث شد او این فیلم را بسازد و احساس می‌کرد در آمریکا دریافت ضعیفی خواهد داشت. همچنین موضوع پیری را مورد بررسی قرار می‌دهد و سن را به گونه‌ای مثبت به تصویر می‌کشد که به قهرمان اصلی آزادی می‌بخشد. این فیلم، پیام‌هایی در مورد ارزش دلسوزی دارد.
- مضامین: قلعه متحرک هاول فراتر از یک داستان فانتزی ساده است. این انیمه لایه‌های عمیقی از مفاهیم را در خود جای داده است، از جمله:
  - زیبایی درونی: سوفی با وجود نفرین و ظاهر پیرزنانه‌اش، شخصیتی مهربان، قوی و بااراده است. در طول داستان، او درمی‌یابد که زیبایی حقیقی در درون افراد نهفته است.
  - جنگ و بیهودگی آن: انیمه به شکلی انتقادی به موضوع جنگ می‌پردازد و پیام‌آور صلح و همبستگی است.
  - اعتماد به نفس: سوفی در طول ماجراجویی‌اش، اعتماد به نفس خود را باز می‌یابد و یاد می‌گیرد توانایی‌هایش را بپذیرد.
  - قدرت عشق و دوستی: عشق و دوستی سوفی به ساکنان قلعه، به آن‌ها کمک می‌کند تا بر چالش‌ها غلبه کنند و یکدیگر را همانگونه که هستند، بپذیرند.
- سبک هنری: استودیو جیبلی با انیمیشن‌های خیره‌کننده و پرجزئیاتش شناخته می‌شود. قلعه متحرک هاول نیز از این قاعده مستثنی نیست. طراحی قلعه‌ی عجیب و متحرک، شخصیت‌های دوست‌داشتنی و مناظر سرسبز و رنگارنگ، تماشای این انیمه را به تجربه‌ای بصری لذت‌بخش تبدیل می‌کند.
- موسیقی: موسیقی متن این انیمه ساخته‌ی جو هیسایشی است که با ملودی‌های احساسی و دلنشین، بر تاثیرگذاری صحنه‌های مختلف می‌افزاید.
- تاثیرگذاری: قلعه متحرک هاول انیمه‌ای سرگرم‌کننده و در عین حال عمیق است که پیر و جوان را مجذوب خود می‌کند. این انیمه با داستانی پرماجرا، شخصیت‌های دوست‌داشتنی و پیام‌های ارزشمندش، تاثیری ماندگار بر جای می‌گذارد. این انیمه جزو بهترین انیمه های میازاکی است.

## صداپیشگان
| شخصیت                                      | صداپیشهٔ ژاپنی    | صداپیشهٔ انگلیسی                         |
| ------------------------------------------ | ---------------- | --------------------------------------- |
| سوفی هاتر (ソフィー・ハッター Sofī Hattā)  | چیکو بایشو       | امیلی مورتیمر (جوانی) جین سیمونز (پیری) |
| هاول (ハウル Hauru)                        | تاکویا کیمورا    | کریستین بیل                             |
| جادوگر زباله‌ها (荒地の魔女 Arechi no Majo) | آکیهیرو میوا     | لورن باکال                              |
| کالسیفر (カルシファー Karushifā)           | تاتسیا گاشویین   | بیلی کریستال                            |
| مارکل (マルクル Marukuru)                  | ریونوسوکه کامیکی | جاش هاچرسون                             |
| سالیمان (サリマン Sariman)                 | هاروکو کاتو      | بلایث دانر                              |
| لتی (レティー Retī)                        | یایویی کازوکی    | جنا مالون                               |
| هانی هاتر (ハニー Hanī)                    | مایونو یاسوکاوا  | ماری دوون                               |
| شاهزاده جاستین / کله شلغمی (カブ Kabu)     | یو اوایزومی      | کریسپین فریمن                           |
| پادشاه (国王 Kokuō)                        | آکیو اوتسوکا     | مارک سیلورمن                            |
| هین (ヒン Hin)                             | دایجیرو هارادا   | دی بردلی بیکر (نامبرده نشده)            |